# كريستين بارنتسون
كريستين بارنتسون (بالإنجليزية: Christine Barnetson)‏ (5 مارس 1948م – ) هي سبّاحة، من أستراليا، مثّلت بلادها في الألعاب الأولمبية الصيفية 1964م.

## وصلات خارجية
- كريستين بارنتسون على موقع الاتحاد الدولي للسباحة (الإنجليزية)
- كريستين بارنتسون على موقع SwimRankings.net (الإنجليزية)
- كريستين بارنتسون على موقع اللجنة الأولمبية الدولية (الإنجليزية)
- كريستين بارنتسون على موقع أوليمبيديا (الإنجليزية)
- كريستين بارنتسون على موقع اللجنة الأولمبية الأسترالية (الإنجليزية)